# Aided Cheltchair maic Uthechair
Aided Cheltchair maic Uthechair ['aðʴeð 'çetxirʴ vikʴ 'uθexirʴ] („Der Tod Cheltchars, des Sohnes Uthechars“) ist der Name einer Erzählung aus dem Ulster-Zyklus. Sie ist als Fragment im Lebor Laignech („Das Buch von Leinster“) und zur Gänze als Manuskript aus dem 16. Jahrhundert erhalten.

## Inhalt
Weil der König Celtchar mac Uthechair den reichen Gastgeber (briuga ['bʴrʴiuɣa]) Blaí Briugu im Streit erschlagen hatte, wurde ihm als Sühne auferlegt, die Provinz Ulster dreimal von einer Heimsuchung zu erlösen. Die erste dieser Aufgaben war der Tod von Conganchnes („Hornhaut“), einem Plünderer, was ihm mit Hilfe einer List gelingt. Weiters ist ein tollwütiger Hund, der nächtens Menschen und Tiere anfällt, zu erlegen, auch das schafft Celtchar.
Am Grab Conganchnes findet Celtchar ein Jahr später drei Hundewelpen, je einen schenkt er Mac Dathó aus Leinster (siehe Scéla mucce Meic Dathó, „Die Geschichte von Mac Dathós Schwein“) und dem Schmied Culann (siehe Macgnímrada Con Culainn – „Cú Chulainns Knabentaten“), den dritten behält er für sich. Da dieser jedoch beim älter werden immer bösartiger und deshalb zur Gefahr wird, muss er ihn als dritte Sühne-Aufgabe töten. Celtchar ersticht den Hund mit dem Speer, ein Tropfen des vergifteten Blutes trifft ihn aber und daran stirbt er schließlich.